# Feldgendarmerie
La Feldgendarmerie (traducible al español como ‘Gendarmería de campaña’) es el término alemán empleado para referirse a las unidades de policía militar que existieron en las Fuerzas Armadas alemanas desde la época Ejército imperial alemán hasta el final la Segunda Guerra Mundial en 1945, sirviendo también como unidades de la Wehrmacht y de las Waffen-SS.

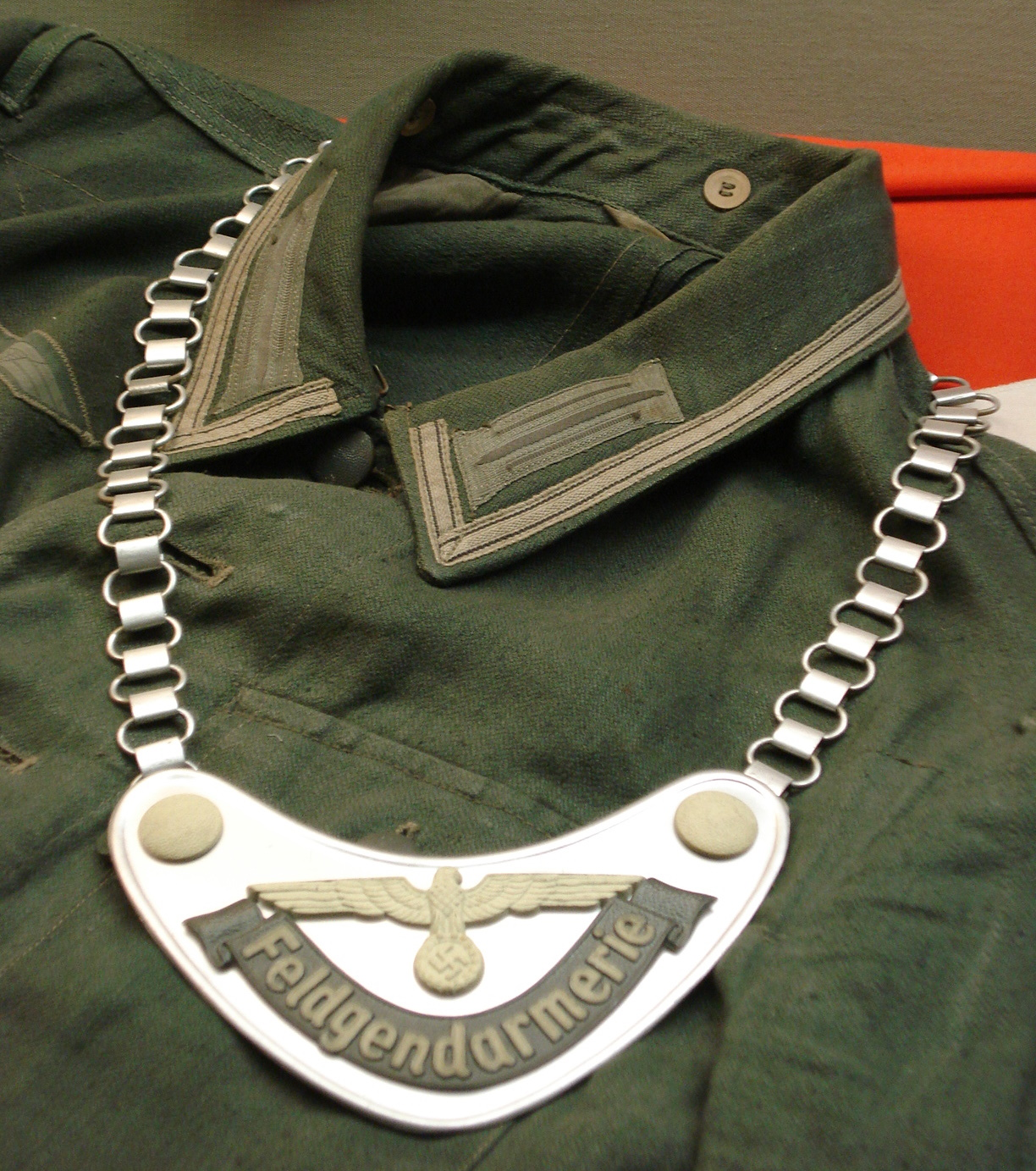
Uniforme e insignia usados por la Feldgendarmerie durante la Segunda Guerra Mundial.

## Historia

### Orígenes
Entre 1810 y 1812, se fundó el cuerpo de Feldgendarmerie o gendarmería de campaña que acompañaba a los ejércitos prusianos en sus campañas por los territorios de Sajonia, Würtemberg, Prusia y Baviera. Siguiendo el modelo de la gendarmería del Ejército napoleónico, estas fuerzas hacían la función de garante de la disciplina y como fuerzas de reemplazo en caso necesario, estaban inicialmente montadas y eran miembros que cumplían un servicio tanto en tiempo de paz como en guerra. En tiempos de paz dependían organigrámicamente del Ministerio del Interior y en guerra, del Ministerio de la Guerra. Sus funciones iban desde ser garantes de la disciplina en el ejército, mantener abiertas las vías de comunicación, mantenimiento del orden público en el ámbito civil y militar, o actuar como guardias de los prisioneros capturados en batalla.
Para la Primera Guerra Mundial, los batallones eran inicialmente 33 unidades con 60 hombres cada uno; para el término de esta, la cantidad de batallones había ascendido a 115. Finalizada la Primera Guerra Mundial, las imposiciones del Tratado de Versalles obligaron a disolver los restos de esta policía militar.
Para cuando Hitler ascendió al poder en 1933, la Feldgendarmerie fue reorganizada y pasó a formar parte del Heer (Ejército regular) profesionalizando la institución con la apertura de la Escuela de Feldgendarmerie en Potsdam, donde a los miembros se les instruía en derecho penal, organización administrativa de campos penales, derecho internacional de fronteras e instrucción como policía criminal.
La Feldgendarmerie era una institución autónoma en funciones que podía trabajar en concomitancia con la Geheime Feldpolizei, la Gestapo, el Heer y las SS, dependían del OKW, pero estaban conectadas orgánicamente con el Ministerio del Interior.
Entre sus funciones estaban, el control caminero, fronteras, eventos masivos, custodia de cárceles y campos de concentración, búsqueda de desertores, investigación de crímenes cometidos por militares y control administrativo de los  batallones de castigo o Strafbataillon.
Cada unidad de Feldgendarmerie era autónoma en su logística, poseían personal de mantenimiento propio, vehículos de transporte y motocicletas con sidecar BMW R75 armadas con ametralladoras.
A medida que transcurrió la Segunda Guerra Mundial pasaron paulatinamente a depender de Himmler, cumpliendo funciones represivas en los territorios ocupados por la Alemania nazi.

### Segunda Guerra Mundial

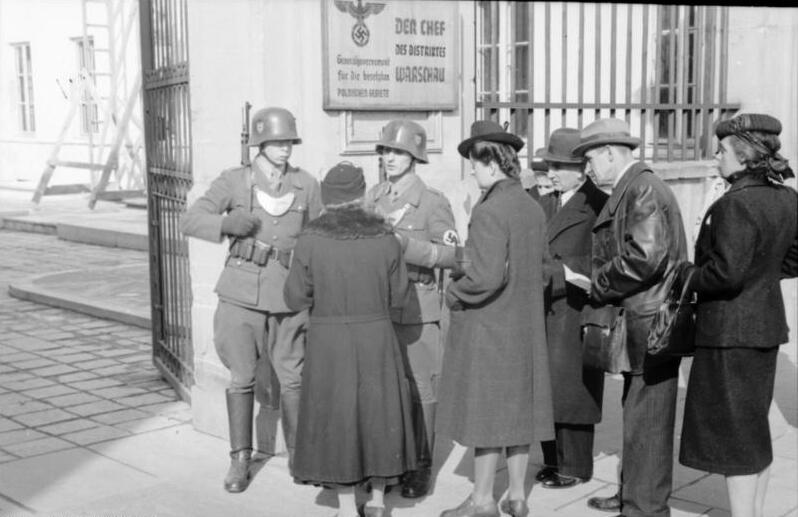
Tropas de la Feldgendarmerie controlando un acceso al Palacio Brühl en Varsovia (1941).

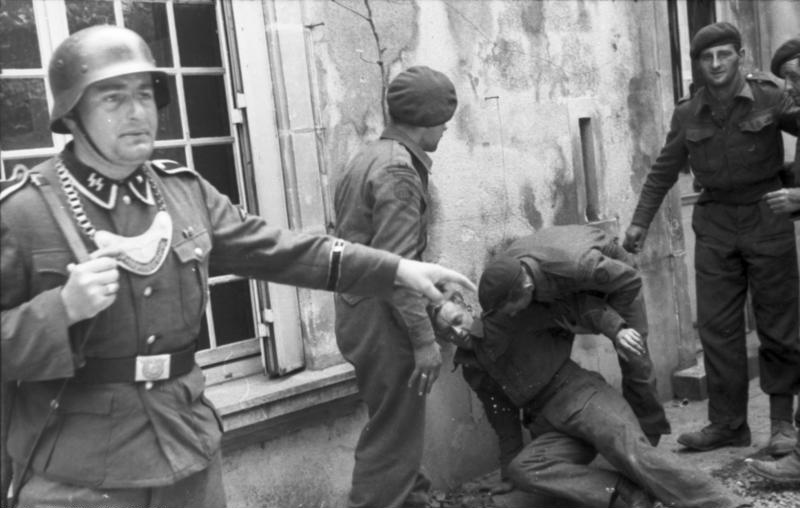
Un miembro de la Feldgendarmerie (SS) vigila a prisioneros de la resistencia francesa (1944).

Iniciada la invasión de Polonia en septiembre de 1939, la Feldgendarmerie bajo el control del OKW, este cuerpo pasó a controlar los territorios ocupados encauzando a los prisioneros de guerra, a la población judía en dirección a los campos, la ejecución sumaria de enemigos rezagados, desertores comunes y la inspección de hospitales en busca de desertores disimulados bajo cuidado médico. Tenían la autoridad de ejecutar sumariamente desde oficiales a tropa si se evidenciaba deserción, derrotismo o proferir comentarios o consignas antinazis. No obedecer una orden de la Feldgendarmerie equivalía a ser enviado a las prisiones de Torgau. Ocasionalmente en el frente de batalla podían actuar como enlaces. Estas unidades se ganaron tanto desprecio por la tropa regular como la Gestapo o la OrPo que se les llamó despectivamente como Das Kettenhunde o los "perros de presa", a causa del emblema de pechera con cadena que utilizaban. Si un soldado extraviaba su pase de licencia para ir a retaguardia o descanso y se encontraba con el control de una de estas unidades, era su fin.
Para 1941, estas unidades iban tras los Strafbataillon y los Sonderkommandos Einsatzgruppen en la ejecución de judíos en las zonas ocupadas. En 1942, por instrucciones de Hitler, las Waffen-SS también tuvieron sus propias unidades Feldgendarmeries que realizaban funciones muy similares a las de la Wehrmacht, pero con más énfasis en las labores represivas.  Muchas de estas unidades operaban en conjunto con los Strafbataillon en la lucha antipartisana en Polonia y Bielorrusia sembrando el terror.
Durante la Batalla de Berlín unidades de la Feldgendarmerie (SS) ejecutaron a cientos de derrotistas, desertores o civiles sospechosos de fuga ahorcándolos en postes o rejas con carteles que indicaban escarmiento a quienes quisieran imitarlos. Para 1945, durante los últimos meses del régimen nazi, los miembros de estas unidades fueron los últimos en ser desarmados y desmovilizados.
En 1955, bajo las directrices del Bundeswehr, las Feldgendarmeries fueron reorganizadas pero bajo el nombre de Feldjäger polizei.